# Ricardo Freire
Ricardo Freire González, compositor y pianista español. Creador de piezas del género de copla española, como Doce cascabeles, Vino amargo o Campanero jerezano.

## Biografía

### Inicios
Hijo de gallegos emigrados a Brasil nació en Santos-São Paulo (Brasil) en 1928. Vuelve junto a su familia a España a la edad de cinco años para establecerse en Vigo (Galicia). Al final de la Guerra Civil se traslada junto a su padre a Madrid. En esta ciudad comienza los estudios musicales en el Real Conservatorio de Madrid a la edad de nueve años.
En el año 1946 establece su primer estudio de variedades y flamenco en la calle Aduana de Madrid. En esta etapa surgen las primeras creaciones musicales a las que pondrán letra los poetas Basilio García Cabello y Juan Solano García. Después vendrían los estudios de la calle Ballesta y de la calle Chinchilla, ambos en Madrid, compartiéndolos con el compositor Carlos Castellano Gómez (autor de La morena de mi copla) y el Maestro Kola (padre de Carmen Sevilla). 
La primera canción que compuso el maestro Freire fue Pena en Granada.
El 13 de agosto de 1948 estrena su primera obra en el Teatro de la Comedia (Madrid), la revista musical Laureles de España. Aun siendo el director de la orquesta no se le permitió el paso debido a su minoría de edad, por lo que tuvo que acceder al teatro a través de la puerta que comunicaba el teatro con el vecino café El Gato Negro.

### Doce cascabeles
El pasodoble fue concebido en el año 1953 siendo Freire el director del espectáculo encabezado por los Chavalillos de España en el Teatro Fuencarral de Madrid una tarde en la terraza de una cafetería de la calle Fuencarral. El maestro Freire comenzó a golpear con la cucharilla el vaso de café adquiriendo ese repiqueteo una aire melódico, apuntando este primer tema musical en una de las servilletas de papel de la cafetería. En el estudio de la calle del Conde de Romanones completa el pasodoble. 
La conocida canción la popularizó Tomás de Antequera, pero existen más versiones de la misma, entre otras las cantadas por Angelillo, Luis Mariano, Carmen Sevilla, Joselito, Manolo Escobar o Antonio Amaya.

### Homenaje y Medalla al Mérito Artístico
Dentro de los Veranos de la Villa del año 1998 se le rinde homenaje por parte de los artistas flamencos en el patio del Cuartel del Conde Duque (Madrid) durante las noches del 3 y 4 de septiembre. Figuras del flamenco como José Menese, Juanito Valderrama, Tomatito o Sara Baras entre otros, participan en el homenaje al Maestro Freire. Además, en la noche del 4 de septiembre se le hace entrega pública de la medalla al Mérito Artístico del Ayuntamiento de Madrid.

Medalla del Ayuntamiento de Madrid al Mérito Artístico como autor de numerosas revistas y comedias estrenadas en los teatros de nuestra Ciudad, cuyo nombre ha llevado a todos los rincones del mundo envuelto en los alegres aires de su famosísima Estudiantina Madrileña.
Isidro Jimeno Coronado (7 de julio de 1998)

## Giras
Durante los años cincuenta inicia una serie de giras por todo el territorio nacional. Junto a su mujer, Lita Garrido, Luquita de Marchena, La Niña de la Puebla, Emilio el Moro, Luci Morales y Agustín Rivero entre otros artistas, llenan los mejores teatros con sus espectáculos de variedades.
En los años sesenta realiza espectáculos nocturnos en las plazas de toros de toda España. Se trataba de espectáculos mixtos con Manolo el Malagueño, Pepe Pinto, La Niña de los Peines, Marchena, Porrina, Farina, Juanito Valderrama y Dolores Abril, La Niña de Antequera y Los Paquitos.  
Durante los años setenta fue maestro en las compañías de Antonio Molina, Rafael Farina y El Niño Ricardo, llevando sus espectáculos por toda España, Francia e incluso El Aaiún

## Director del Circo Price
A finales de la década de los sesenta, siendo regentado el Circo Price por Juan Carcellé, Freire ostenta el cargo de director de orquesta. Las figuras más relevantes del momento como Pepe Marchena, La Niña de Antequera, Pepe Pinto, Pepe Mairena, Pablo del Río, Marisol, Antonio Molina, Rafael Farina o Juanito Valderrama actuaron en los recitales flamencos dirigidos por el maestro Freire.

## Benefactor y defensor del flamenco
Desde el año 1971 hasta su jubilación en el año 1997 realizó la labor de inspector técnico musical en la Sociedad General de Autores y Editores (SGAE). Es reconocido su esfuerzo en la defensa, promoción y divulgación de la música española y en especial del flamenco. Gracias a este empeño los artistas de flamenco se convirtieron en autores de letras y música, comenzando a recibir derechos de autor, derechos que hasta ese momento no recibían estos artistas. 
No en vano su música es calificada por Antonio Burgos como «fusión y mestizaje». El propio maestro Freire definía el flamenco como: «arte, belleza y cultura».

## Obra póstuma
Pocas semanas antes de su fallecimiento el maestro Freire trabajaba en un pasodoble "Gloria de Atocha", el cual no llegó a oír editado. No obstante, gracias a Agustín Serrano fue posible la grabación del pasodoble y su salida al mercado discográfico interpretada por Ana del Río en el disco "Cinco nombres de mujer".

Al maestro Freire en homenaje póstumo, autor junto con Ignacio Román de la bellísima canción Gloria de Atocha que la concibieron para que la cantara Ana del Río y que ésta estrena emocionada para que allá junto con el maestro Jesús pueda escucharla y recordar a su Madrid donde su fiel esposa Rita y sus cuatro mejores obras, sus hijas, vivirán siempre con su recuerdo.
Diego Ibáñez

## Repertorio de obras musicales
Algunas de las obras de Ricardo Freire González:
Pasodobles
- Doce Cascabeles
- El Campanero Jerezano
- Estudiantina de Madrid
- Estudiantina Catalana
- Caballito Bandolero
- Aurora
- Estrellita Mía
- Gloria de Atocha
- Un Caso Perdido
- El Silencio de tu Voz
- Sonajero Plateado
- Pasa la Bohemia
- Pájaro Pinto
- Tú no eres buena
- Rondador de Ricla
- Ay, mi Hermanita
- Pena en Granada
- Vino Amargo

Villancicos
- Divina Sonrisa
- Ya no hay Caridad
- Baltasar
- Gran Caridad

Revistas musicales
- Mujeres de Adán
- Tecnicolor
- Flor de cancionera
- Laures de España
- Póker 1950

Ballets
- Sueños Flamencos (Cristina Hoyos)
- Suite Flamenca (Antonio Gades)